# Picoides stricklandi
Picoides stricklandi là một loài chim trong họ Picidae.